# Панталей Янакиев
Панталей Янакиев е български политик, кмет на Видин.

## Биография
Роден е през 1844 г. във Видин. Остава сирак на 14 години.
През 1858 г. заминава за Турну Мъгуреле, където работи като хамалин и ратай. След 20 години пестене успява да си отвори собствен магазин. Завръща се във Видин през 1878 г. за погребението на брат си. Наследява неговия дюкян и спестяванията му. Става член на Консервативната партия и народен представител във II велико народно събрание.
Кмет е на Видин в периода от 18 юни 1881 до 21 януари 1883 г. По време на мандата му се разширява градската градина, построена е нова пекарна. По негова инициатива реалната гимназия в Лом се мести във Видин, като четирикласното дотогава училище в града става Скобелева гимназия на 11 май 1882 г. Умира във Видин на 14 юни 1916 г.